# Буквар (книга Федоровича)
Буквар Івана Федорова — один з найдавніших друкованих українських букварів. Назва книги умовна, оскільки титульний аркуш або передмова відсутні. Виданий у 1574 році у Львові та в 1578 році в Острозі. Обидва видання мають післямови, в яких містяться дані про історію заснування друкарень, умови книгодрукування, підкреслюється зв'язок між книговиданням та освітою. Букварем Івана Федорова користувалися не лише в Україні, а й в інших слов'янських країнах з кирилівською абеткою.
Книжка складалася з абетки, складів, зразків відмінювання і короткої читанки. До нас дійшов лише один примірник, який знайдено в Римі 1927 р. Зберігається в бібліотеці Гарвардського університету (США). Факсимільне видання було здійснено в Києві 1964 та 1974 рр.